# アントニオ・ロペス・デ・サンタ・アナ
アントニオ・ロペス・デ・サンタ・アナ・ペレス・デ・レブロン（スペイン語: Antonio López de Santa Anna Pérez de Lebrón, 1794年2月21日 - 1876年6月21日）は、メキシコの軍人、政治家。1833年から1855年までの間に11回（7回と数える意見もある）も大統領に選ばれた。有能な軍人だが、政治家としては評価されていない。良くも悪くも、メキシコが生んだその時代を代表する英雄の一人である。彼は単に「サンタ・アナ」
あるいは「ロペス・デ・サンタ・アナ」として知られ、「西半球のナポレオン」と呼ばれ、メキシコの政治的指導者、将軍そして11回大統領に就任し、独立間もないメキシコの政治と政府に大きな影響を与えた。サンタ・アナはメキシコ独立戦争を戦い、それを支援した。彼は最初のカウディージョではなかったにもかかわらず、彼はカウディージョ的政治家の草分けであった
。
彼はメキシコ独立後のさまざまな時期を通じて騒乱の40年間にわたり、さまざまな時に将軍か大統領であった（同時に務めたこともあった）。すなわち彼は11回断続的な状況で22年間に渡り大統領を務めた。彼はメキシコの主要な港ベラクルスに「政治的農場基地」を建設した。彼は陸軍の英雄であった。すなわち彼は自身とその軍の栄光を追い求め、失脚するまでそれを再建した。 勇敢で先取の気質に富んでいる一方で奸智にたけた政治家、彼はそのようにしてメキシコを支配したために歴史家はその時代を「サンタ・アナの時代」と呼ぶ。
しかしながら歴史家はまた、彼は「もしかしたら国政を誤った人々の住まうメキシコの『黒いパンテオン』の最初の居住者」だと報告している。彼の中央集権主義者のレトリックと軍事的な失敗は、テキサス独立戦争始まりと1848年の米墨戦争のメキシコ割譲を招き、当時のメキシコの領土の半分の消失という結果をもたらした。

## 生い立ち
1794年、2月21日ベラクルス州ハラパのクリオーリョの家庭に生まれる。彼は名望のあるスペインの植民者の家族の出身である。
彼と彼の父アントニオ・ロペス・デ・サンタ・アナはクリオーリョの中でも高い階級に属していた。彼の父は一時はベラクルス州のsub-delegateを務めていた。サンタ・アナの両親は裕福で彼を学校に行かせた。
1810年の6月、16歳のサンタ・アナは Fijo de Veracruz歩兵連隊に入隊したいとの希望を両親に伝えたが、両親は彼に家業の商売に携わることを望んでいたという。

## 軍歴
16歳で軍人の道を選びメキシコ独立戦争では副王軍騎兵隊将校として独立派と戦い頭角を現した。しかし、アグスティン・デ・イトゥルビデに従って1821年に敵に寝返り、1823年にはイトゥルビデ帝政の崩壊に一役かった。
1810年のこの年はミゲル・イダルゴによるメキシコの最初の独立運動が始まった年であった。サンタ・アナは ホセ・ホアキン・デ・アレドンド指揮下のスペイン植民地軍に従軍した。 アレドンドはサンタ・アナに反乱を起こした民族主義者の扱い方を教えた。
1811年、 サン・ルイス・ポトシ州のアモラデラスのアレドンド軍曹のもとでの遠征時に彼は矢によって左腕と左手を負傷した。 
1813年、彼はテキサスでグティイエレス＝マギー遠征とメディナの戦いに従軍し、そこで彼は勇敢さを見出された。
彼は急速に昇進し、彼は1812年の2月には少尉、その年の終わりには中尉になっていた。反乱の後、若い兵士はアレドンドの激しい反乱軍に対する大量処刑の方針を目撃した。翌年に、独立戦争は膠着状態に陥ったときサンタ・アナはベラクルス近くに市民が避難できるための村を建設した。彼はまた賭博を楽しんだ、そのような悪癖は終生彼について回った。1816年、サンタ・アナはカピタンに昇進した。彼は偶発的な先住民掃討のため、あるいは騒乱が始まった後にこれをもとにもどすの遠征の指揮をとった。
スペインの領域は北はいまのオレゴン、南はいまのパナマまで広がっていた。スペインの王権で統制するにはあまりに広すぎた。
1821年、サンタ・アナは「解放者（El Libertador）」 への忠誠を宣言した。「解放者」とはのちのメキシコ皇帝アグスティン・デ・イトゥルビデである。
彼はこの都市にスペイン軍を重要な港湾都市ベラクルスから追い出したことで特段の勲功をあげた。
それに対しイトゥルビデは彼に将軍の地位を与えた。
彼は自身の地位を利用して搾取を行い。彼は巨大農場を獲得し、同時に賭け事に興じた。

## 政変の時代
サンタ・アナはイトゥルビデの支援に関しては曖昧であった。イトゥルビデはけして人気があるわけでもなかったし、権力維持のための軍事力を必要としていた。
サンタ・アナのいつもの癖は裕福で特権を持つものと手を結ぶことであったが、彼のよくある心配事はどの戦いでも勝ち馬に乗ることであった。 
変節はけして彼にとって問題ではなかった。
彼は自身に宣言した「祖国は私を必要としない限り」
1822年サンタ・アナはイトゥルビデ打倒の計画を支援している軍閥のリーダのキャンプに移った。
同年12月、彼とグアダルーペ・ビクトリア将軍は君主制を打倒し、メキシコを共和国に転換する「カサ・マタ綱領」に署名した。
1823年5月、イトゥルビデの退位の後、ビクトリアはメキシコの初代大統領になった。彼らはサンタ・アナの日和見主義的な性格を知っていながら、サンタ・アナのイトゥルビデ打倒の役割は他の指導者からの支援を得た。
1824年、第2代メキシコ大統領のビセンテ・ゲレロはサンタ・アナをユカタン州の知事に任命した。彼のイニシアチブで彼はキューバ侵攻の準備をした。キューバはスペインの統治下のままであったが、そのような冒険のための資金も十分な支援もどちらもなかった。
1828年、サンタ・アナ、ビセンテ・ゲレロ、 ロレンソ・デ・サバレラと他の政治家は選挙で選ばれた大統領のマヌエル・ゴメス・ペドラサに対してクーデターを起こした。 
同年12月3日、軍は宮殿に発砲した。はたして、選挙の結果は反故にされゲレロが大統領に返り咲いた。
1829年、スペインはタンピコで 2,600の兵力での侵攻で、メキシコ再征服の最後の試みをした。
サンタ・アナは寡兵を以ってバラダス遠征に進軍し、スペイン軍を破った。スペイン軍の多くが黄熱病で苦しんでいた。 
スペイン軍の敗北はサンタアンナの人気を高めただけでなく、新生メキシコ共和国の独立と結びつけられた。彼は英雄と言われた。
それからというもの、彼は自身のことを「タンピコの勝利者」「祖国の救世主」と豪語した。
彼の主な自己演出は自身を「西半球のナポレオン」と呼ぶことであった。
1829年12月、アナスタシオ・ブスタマンテ副大統領がゲレロ大統領に反乱を起こし、彼を処刑し、翌年1月1日には大統領になった。
1832年にたいする反乱がおきた。マヌエル・ゴメス・ペドラサを大統領にするためにである。彼の1828年の選挙は反乱を正当と認めた。
反乱はサンタ・アナ将軍への命令を提供した。
同年8月にブスタマンテは一時的にメルチョール・ムスキスを任命した。  
彼は反乱に対して動き、これをガリネロで破った。
ドローレス・イダルゴ、グアナフアトとプエブラからの軍はサンタ・アナの軍と合流するために進軍してきた。そのときサンタ・アナはプエブラに接近していた。
2度以上にわたる戦いの後ブスタマンテ、ペドラサとサンタ・アナはペドラサを大統領とする「サバレタ協定 (1832年12月21日 - 23日)」に署名した。 
ブスタマンテは亡命した。 
サンタ・アナは新大統領につき従い、1833年に首都に入城した。

## 権力の頂点へ

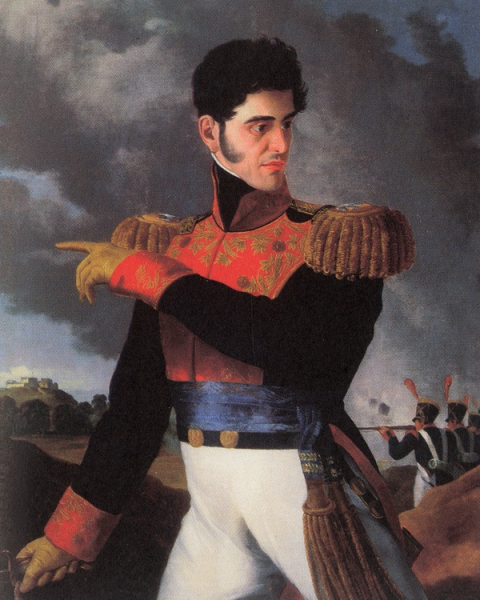

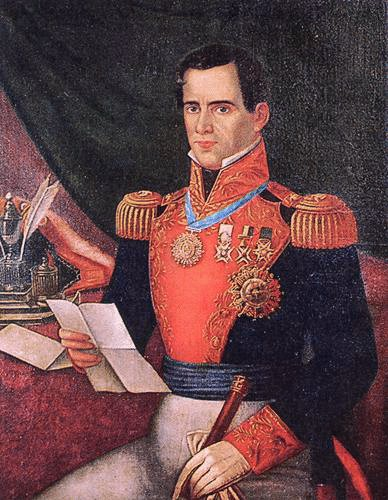
サンタ・アナ

ペドラサ大統領は議会を招集し、1833年4月1日、議会はサンタ・アナを大統領に選んだ。
サンタ・アナ大統領はバレンティン・ゴメス・ファリアスを副大統領に任命し、彼に国家の統治を大幅にゆだねた。 
ファリアスは自由主義的な改革を実行し、軍とローマ・カトリック教会にほぼ対立した。ローマ・カトリック教会はメキシコの国教であった。
法的な義務としての十分の一税の廃止、教会財産と財源の没収のような改革はメキシコの保守派の間に懸念を起こした。

1834年、サンタ・アナは民兵の縮小を命じ、議会に物議をかもした法律Ley del Casoを廃止することを示唆した。この法律の下で多くの反対派が国外追放になってきた。

1834年5月24日に刊行された「クエルナバカ綱領」は、自由主義改革の廃止を呼びかけていた。 

6月12日、サンタ・アナは議会を解散し、「クエルナバカ綱領」を受け入れる決定を発表した。

サンタ・アナは新しいカトリック、中央集権、保守政府を組織し、「1824年憲法」を「1835年『シエテ・レイェス』(スペイン語で「七法典」という意味) 」として知られる憲法上の文書に変更した。
サンタ・アナは議会を解散し、権力を一元化した。政権を軍による独裁にもどした。
変更にたいして、いくつかの州は反対を公にした。コアウイラ・イ・テハス州 (北部はテキサス共和国になる), サン・ルイス・ポトシ州、ケレタロ州、ドゥランゴ州、 グアナフアト州、ミチョアカン州、ユカタン州, ハリスコ州、ヌエボ・レオン州、タマウリパス州、 サカテカス州の諸州である。
これら州の中には独自の政府を持つものいた。リオグランデ共和国、ユカタン共和国そしてテキサス共和国がそれである。
テキサスのみサンタ・アナを破り、独立を維持した。彼らのすさまじい抵抗はサンタ・アナが破った敵に対して行う報復措置によって煽られたかもしれない。

『ニューヨーク・ポスト』は社説で、
「サンタ・アナが反乱軍を寛大に優しく処遇しなければ、群衆の反乱軍支援の冒険的で情熱的な精神に駆り立てられているテキサス人民への総合的な同情を彼らに気づかせることは不可能なものにはならないが困難なものになるであろう」
と述べた。
サカテカス州の民兵は、最大で最善の装備をしていた。フランシスコ・ガルシアに率いられ、口径753のイギリスの「ブラウン・ベス」マスケット銃とベイカー61ライフルを装備していた。 
それにもかかわらず、1835年5月12日の戦闘の2時間後、サンタ・アナの作戦軍はサカテカス州民兵を破り、3,000人ちかい捕虜を得た。
サンタ・アナは自身の軍に48時間の略奪を許可した。
サカテカス州撃破後に、彼は反乱の鎮圧のためにコアウイラ・イ・テハス州に移動した。そこはアメリカ合衆国からの入植者(aka Texians)の支援を受けていた。

## テキサス独立革命

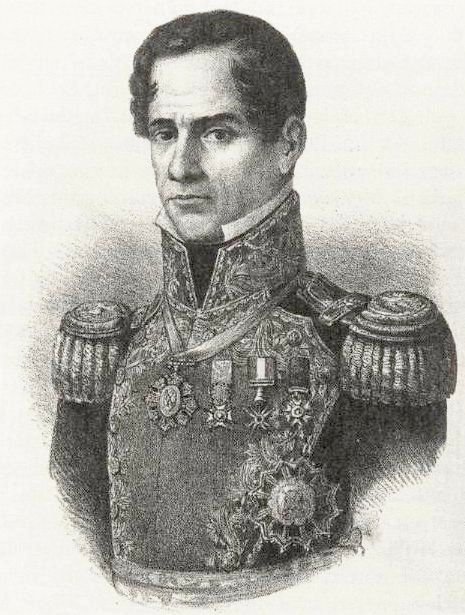
テキサス遠征のころのサンタ・アナ。

メキシコ中央政府に不満を示した他の州のように、コアウイラ・イ・テハス州のテキサス郡は1835年の末に反乱を起こし、1836年3月2日に独立を宣言した。
サンタ・アナは無慈悲な軍事力を見せつけて、テキサスをメキシコの支配下にもどすために北へと遠征した。
彼の遠征は兵力、輜重、兵糧、戦略について彼が準備していた以上の問題を提起し、無残な失敗に終わった。 
軍を設立し、組織し、装備させるために、彼はしばしば裕福なものから私的な融通を強いていた。
スペイン語を解せぬ先住民と並んで浮浪者や元受刑者をかき集めて、彼は徴兵を急いだ。 
彼の軍は伝統的な食事の欠如に加え、熱帯の気候にしか備えていなかったので、寒さに苦しんだ。
補給路が以前より遠くに伸び、馬、ロバ、牛と車両が不足し、食糧と飼料がほとんど底をついた。 
医師の数は最小限しか用意しなかった。
兵士の間に、もはや自分たちの死体を埋葬する神父さえいないとわかるにつれて、士気は低下していった。  
先住民は落伍者を攻撃した。水源は汚染されており、多くのものが病になった。 
彼の参謀組織が弱かったゆえに、サンタ・アナはこれらの課題があることに気づかず、軍事力の誇示と何件かの虐殺（アラモやゴリアドのような）を行えば、反乱軍が命乞いをするように追い込めるだろうとする自信があった。 

1836年の3月6日、アラモの戦いでサンタ・アナ軍は189人のテキサス防衛隊員を殺し、ゴリアドの虐殺でジェームス・ファニンを含む342人以上の捕虜を処刑した。これは彼が若かりしときメキシコ独立戦争で目撃した方法に似ていた。のちに彼はゴリアドの虐殺は部下の責任だとしている。
アラモ砦の敗北は、サム・ヒューストン将軍とその軍の時間稼ぎには貢献した。
ヒューストンとその軍は「ゴリアドの恨み！アラモの恨み！(“Remember Goliad, Remember the Alamo!”)」と叫びながらサンタ・アナを1836年4月21日にサンジャシントの戦いで破り、4月22日にジェームズ・シルベスター率いるテキサスの小部隊が竜騎兵の一兵卒の服を着て沼地に隠れていたサンタ・アナを捕縛した。
テキサス共和国大統領デーヴィッド・ガヴァヌーア・バーネットとサンタ・アナは「ベラスコ条約」に調印した。「メキシコ国民の代表として公式に、テキサス共和国の全面的かつ完全な独立を承認する」とし、テキサス内のメキシコ軍を撤退させた。
それと引き換えにテキサス政府はサンタ・アナの生命の保障とベラクルスまでの帰還を保証した。しかし、首都メキシコシティに戻ると新政府はサンタ・アナはもはや大統領ではなく、テキサスとの条約は無効であると宣言した。
テキサスの捕虜になっている間にジョエル・ロバーツ・ポインセット —アメリカ合衆国駐メキシコ公使— はサンタ・アナ将軍の状況に厳しい評価をくだし、
サンタ・アナ様へ、10年前のあなたが自由の提唱者であったことをよく覚えていますが、いまでは同情を感じません。あなたは自分の行いに対する報いを受けたのです。
と述べ、これに対しサンタ・アナは以下のように返答している。
ポインセット様へ、私が大いなる熱情とまったき誠実とともに自由のために立ち上がったのは真実です。しかし、わたしはその愚かさがすぐに分かったのです。
来たるべき100年に、わが人民は自由に適合しません。彼らは自由を何たるかを知らず、そのまま無知蒙昧であり、カトリック聖職者の影響下にある現状では、独裁が彼らには適正な統治体制なのです。しかしそれが賢明で有徳のものにならないだろうという理由はありません。

## 負債、独裁と亡命

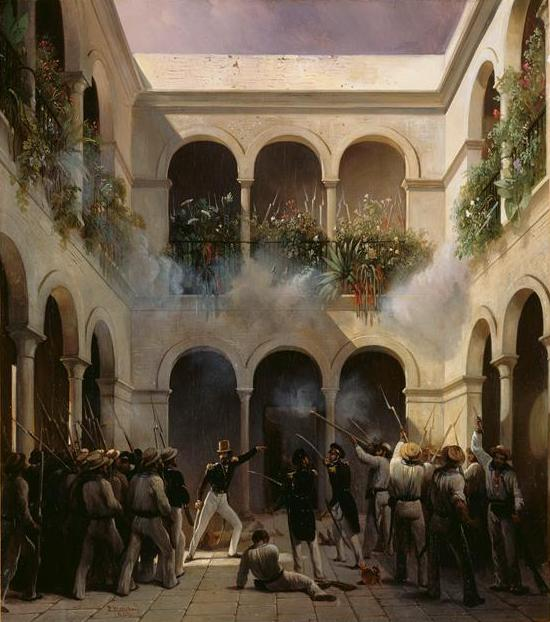
1838年の「菓子戦争」でサンタ・アナはフランス軍から逃げることに成功したが、左足に重傷を負った。

アメリカ合衆国での亡命の間に、アメリカ合衆国大統領アンドリュー・ジャクソンに1837年に会見したあと、サン・タナはUSS「パイオニア号」でメキシコへ帰国することが許可された。「マンガ・デ・クラボ（Manga de Clavo）」と呼ぶ彼の農場経営を引退するために。
1838年、サンタ・アナはテキサス喪失を贖うチャンスを得た。
メキシコがフランスからの在留フランス人が被った被害の補償の金融的請求をメキシコが拒否したあと、フランスは派兵し、ベラクルスに上陸した（菓子戦争）。 
メキシコ政府は彼に軍の指揮権を与え、彼に必要な手段で国民を守るよう命令した。
彼はベラクルスでフランス軍と交戦した。 
メキシコ軍が退却の際、略奪に失敗したあと、サンタ・アナは左足と手に砲撃を受けた。
彼のくるぶしは粉砕され、足の切断が必要となった。彼は切断された足を軍礼をもって埋葬するように命令した。
メキシコはフランスの要求に屈したにもかかわらず、サンタ・アナは戦争を英雄としてメキシコ政界への復帰に使った。
彼は、メキシコが祖国防衛の際の彼と彼の犠牲を忘れることを決して許さなかった。
サンタ・アナはコルクの義足を使用していることで有名である。米墨戦争のときに、彼の義足はアメリカ軍に奪いさられた。
コルクの義足はイリノイ州立軍事博物館（スプリングフィールド）で展示されている。
メキシコ政府は再三にわたりその返還を求めている。
サンタ・アナが作った代わりの義足はメキシコ国立歴史博物館（メキシコシティ）に展示されている。 

アナスタシオ・ブスタマンテ政権が混乱に陥った直後に、カトリックの支持者はサンタ・アナに暫定政府を創設することを求めた。
国庫が空の国家を受け継ぎ、サンタ・アナは5度にわたり大統領になった。
フランスのとの戦争はメキシコの弱体化し、人々のあいだに不満がわいていた。
またホセ・デ・ウレアとホセ・アントニオ・メヒアに率いられた反乱軍はサンタ・アナに反対し、首都に進軍した。 
軍を指揮し、サンタ・アナはプエブラで反乱軍を破った。
このときのサンタ・アナの政権は彼の初めての政権よりもいっそう独裁的であった。
反サンタ・アナの新聞は追放され投獄された。
1842年に、彼はテキサス遠征を指揮したが、それはメキシコにとって何も得るものなく、アメリカ合衆国は強くテキサス人にアメリカへの編入の潜在的利益を説得していた。
サンタ・アナは1842年の議会選挙をコントロールできなかった。
新しい議会は独裁的な指導者に強く反対する信条の人々で構成されていた。

財政の立て直しに取り掛かり、サンタ・アナはテキサスを取り戻そうとしたがこれは抵抗をまねいた。
メキシコの州の中には中央政府との関係を止めたものもあった。ユカタン共和国とリオグランデ共和国は独立を宣言した。
抵抗は大きくなり、サンタ・アナは権力の座から引きずり下された。 
身の危険を感じ、彼は捕縛からまぬかれようとしたが、1845年1月に彼はベラクルス州のヒコ近くの先住民の集団によって逮捕された。
彼らによって、サンタ・アナは当局に引き渡され投獄されたが、命は助けられ、キューバに亡命した。

## 米墨戦争

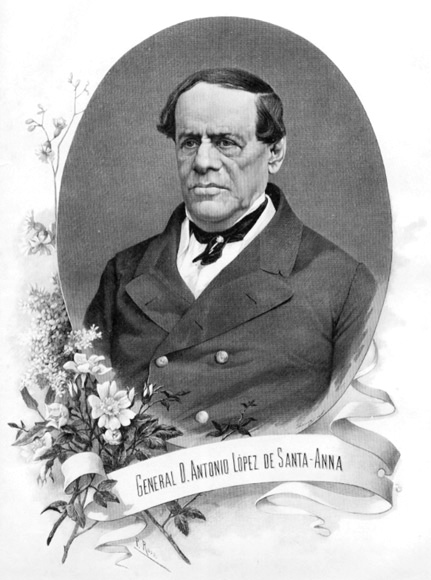
サンタ・アナ（1847年）

1846年アメリカ合衆国はメキシコに宣戦布告した。サンタ・アナはかつてメキシコシティに自分には大統領になる野心はないが、それまでの軍歴をメキシコに対する外国の侵略と戦うために使うことを切望していることを書き送った。
バレンティン・ゴメス・ファリアス大統領はサンタ・アナ帰国をせざるを得ないくらいの危機に瀕していた。
このころ、サンタ・アナは秘密裏に、アメリカ海軍の海上封鎖で自分がメキシコへの帰国が許されたら、係争地をアメリカ合衆国に適正な価格で売却するようにすることを約束するなどと、アメリカ合衆国の議員らに交渉していた。
メキシコにもどると、軍の最高指揮官としてサンタ・アナはこれら両方の同意を破棄した。
サンタ・アナは自身が大統領であると宣言したが、アメリカ合衆国の侵略との戦いには失敗した。
（彼の行動を元にシーシャンティ “en:Santianna”が作られたと言われる。）

## 最後の大統領職
1851年、サンタ・アナはジャマイカのキングストンに亡命し、2年後にコロンビアのトゥルバコに遷った。1853年の4月、彼は保守派の反乱軍によって呼び戻された。彼らとともにサンタ・アナは政権を再び掌握した。
この政権はいままで最悪の政権であった。 
彼は国債を勝手に発行し、アメリカ合衆国に領土を売却した(ガズデン購入を参照)。そして彼は“Most Serene Highness”の称号とともに「終身独裁官」を名乗った。1854年の「アユトラ綱領」によって彼は権力の座から排除された。
たびたびの裏切りにもかかわらず、1855年までに保守派同盟はサンタ・アナを有能だとみてきた。
ベニート・フアレスとイグナシオ・コモンフォルトに率いられた自由主義派の集団はサンタ・アナを追放したこの年、彼はキューバに舞い戻った。
彼の腐敗ぶりが広く知られるにつれて、彼は反逆罪で欠席裁判（en:in absentia）かけられた。彼の財産は政府によって押収された。

## 晩年
サンタ・アナはキューバ、アメリカ合衆国とセント・トーマス島に亡命した。
1869年、74歳のサンタ・アナはニューヨークのスタテンアイランドで暮らしていた。彼は帰国し首都を奪還するための軍資金の工面をしていた。
ニューヨークにいるときに、彼はチューインガムの原料になる最初のチクルの貿易をしていた。
この事業は失敗した。彼はチクルをゴムの代わりにタイヤの材料にしようと計画していたのだが、これは成功しなかった。
サンタ・アナがアメリカ合衆国でチクルスがゴムの代用品になるかを実験していたときに、トマス・アダムズは彼を支援していた。
アダムズは1トンものチクルをサンタ・アナから購入したが、彼の実験の失敗が証明された。
その代わりにアダムズはチューインガム産業を興し、それを彼は「チクレッツ (Chiclets)」と呼んだ。

サンタ・アナは闘鶏の熱心なファンであった。彼は闘鶏のために世界中からブリーダーを招待し、賞をとった雄鶏に10万ドルを費やしてきたと知られる。

1874年に彼は恩赦を利用してメキシコに帰国した。白内障でほとんど視力を失っており、彼はチュルブスコの戦いの記念式典で政府によって無視された。2年後の1876年6月21日サンタ・アナはメキシコシティで死去した。彼の遺体はPanteón del Tepeyac墓地に埋葬された。

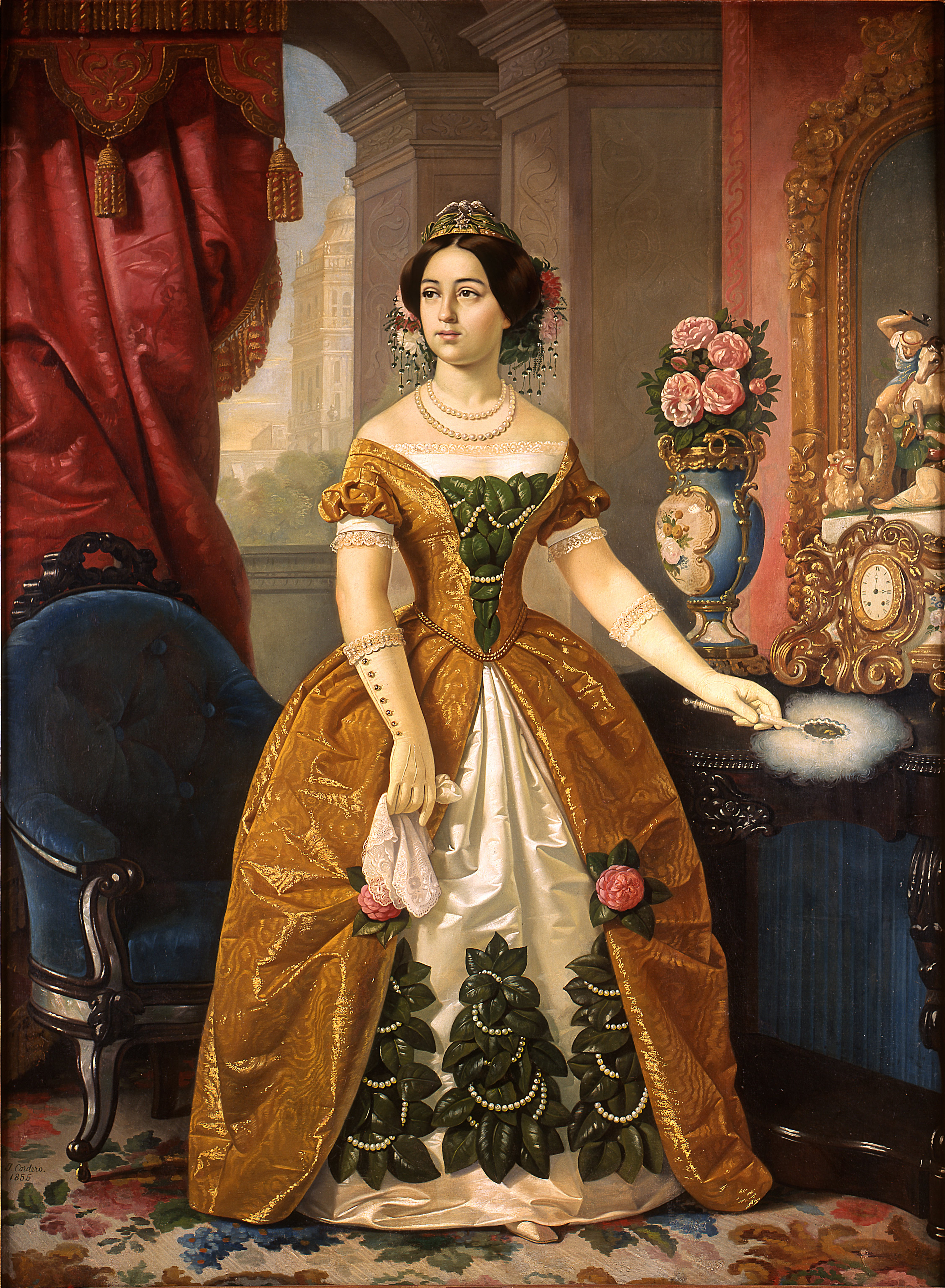
ドロレス・デ・トスタの肖像。フアン・コルデロ画、(1855年)。

## 私生活
サンタ・アナはナポレオン関連品のコレクターであり、en:Telegraph and Texas Registerが「西半球のナポレオン」と彼を報じて以来、そのあだ名と結びつけられた。
彼の他のあだ名は「鷲」であった。
サンタ・アナはイネス・ガルシアと1825年に結婚し、4人の子どもを儲けている。Guadalupe, María del Carmen, ManuelとAntonioの4子である。
ガルシアの死後1か月後に、50歳のサンタ・アナは15歳のマリア・ドロレス・デ・トスタと結婚した。この夫婦は一緒に暮らすことはまれであった。マリアはメキシコシティの公邸に居住したが、サンタ・アナは政治や軍事上の活動で国を留守にしていたからである。

二人には子供はいなかった。伝記作家のWill Fowlerは結婚は主にプラトニックなものであるがトスタは石女だったと推測している 

何人かの女性はサンタ・アナの婚外子を産んだと主張している。
彼の意志で、サンタ・アナはPaula, María de la Merced, PetraとJoséの4子を認知し養育費を出している。 
伝記作家はさらに3人の子ども、Pedro López de Santa Annaと ÁngelとAugustina Rosa López de Santa Annaを確認している。

## ポピュラー文化におけるサンタ・アナ
- Santa Anna is one of the main characters in the 2004 movie The Alamo, portrayed by w:Emilio Echevarría. He is played by w:Raul Julia in the 1987 TV Movie "The Alamo: 13 days to Glory" and by en:J. Carrol Naish in the 1955 movie "The Last Command". In the 1986 made-for-TV movie "Houston: The Legend of Texas" (also released under the title "Gone to Texas") he is portrayed by en:Richard Yniguez.  In the 1960 film, directed by en:John Wayne, he was played by Ruben Padilla.
- Santa Anna's artificial leg is featured in the en:King of The Hill episode "The Final Shinsult," in which en:Cotton Hill refers to him derisively as "Sanny Anny". (1998)
- Santa Anna is also referred to as a military leader in the 1998 film en:The Mask of Zorro, in which he was played by en:Joaquim de Almeida in deleted scenes.
- Santa Anna was mentioned by Mexican group Molotov in their 2003 song "Frijolero" about the situation of discrimination between Mexico and the United States, and the life of immigrants crossing the frontier.

## 参照
Citations
1. ↑  Howe, Daniel Walker (2007), What Hath God Wrought: The Transformation of America, 1815–1848, Oxford Univ. Press, p. 660
2. ↑  Long, Jeff (1990), Duel of Eagles, The Mexican and U.S. Fight for the Alamo, Quill, p. 85
3. ↑  Michael C. Meyer and William H. Beezley, eds.  The Oxford History of Mexico (2000) p. 322
4. ↑  Fowler 2000, p. 20.
5. ↑  Fowler 2009, p. 27.
6. ↑  Michael P. Costeloe, "Santa Anna and the Gómez Farías Administration in Mexico, 1833-1834," The Americas (1974) 31#1 pp.  18-50 in JSTOR
7. ↑  González Pedrero 2004, p. 468.
8. ↑  González Pedrero 2004, p. 471-472.
9. ↑  Olavarría y Ferrari 1880, p. 344.
10. ↑  J. R. Edmondson, The Alamo story: from early history to current conflicts (2000) p. 378.
11. ↑  Lord (1961), p. 169.
12. ↑  James Presley, " Santa Anna's Invasion of Texas: A Lesson in Command," Arizona & the West, (1968) 10#3 pp 241-252
13. 1 2  中野2010, p.25
14. ↑  Captivity of Antonio Lopez de Santa Anna
15. ↑  中野2010, pp.25-26
16. ↑  Santa Anna's Leg Took a Long Walk
17. ↑  Michael P. Costeloe, "Generals Versus Politicians: Santa Anna and the 1842 Congressional Elections in Mexico," Bulletin of Latin American Research (1989) 8#2 pp 257-274 in JSTOR
18. ↑  中野2010, p.30
19. ↑  Staten Island on the Web: Famous Staten Islanders
20. ↑  Find A Grave
21. 1 2  Fowler 2009, p. 92.
22. 1 2  Fowler 2009, p. 229.

Sources
- Fowler, Will (2000). Tornel and Santa Anna: the writer and the caudillo, Mexico, 1795–1853. Greenwood Publishing Group. p. 20. ISBN 978-0-313-30914-4
- Fowler, Will (2009-11-01). Santa Anna of Mexico. U of Nebraska Press. ISBN 978-0-8032-2638-8 2012年8月17日閲覧。
- González Pedrero, Enrique (2004) (Spanish). País de un solo hombre: el México de Santa Anna. Volumen II. La sociedad de fuego cruzado 1829-1836. México: Fondo de Cultura Económica. ISBN 968-16-6377-2
- Olavarría y Ferrari, Enrique de (1880). Vicente Riva Palacio. ed (Spanish). México a través de los siglos. México: Ballescá y Cía. pp. 210–226

Further reading
- Chartrand, Rene, and Bill Younghusband. Santa Anna's Mexican Army 1821-48 (2004) excerpt and text search
- Crawford, Ann F.; The Eagle: The Autobiography of Santa Anna; State House Press;
- Fowler, Will (2007), Santa Anna of Mexico, Lincoln: University of Nebraska Press; a standard scholarly biography; online
- Fowler, Will. Mexico in the Age of Proposals, 1821-1853 (1998)
- Fowler, Will. Tornel and Santa Anna: The Writer and the Caudillo, Mexico, 1795-1853 (2000) excerpt and text search
- Hardin, Stephen, and Angus McBride. The Alamo 1836: Santa Anna's Texas Campaign (2001) excerpt and text search
- Jackson, Jack. "Santa Anna's 1836 Campaign: Was It Directed Toward Ethnic Cleansing?" Journal of South Texas (March 2002) 15#1 pp 10–37; argiues that yes it was
- Jackson, Jack, and John Wheat. Almonte's Texas, Texas State Historical Assoc.
- Lord, Walter (1961), A Time to Stand, Lincoln, NE: University of Nebraska Press, ISBN 0-8032-7902-7, popular history
- Mabry, Donald J., “Antonio Lopez de Santa Anna”, 2 November 2008; essay by scholar
- Roberts, Randy & Olson, James S., A Line in the Sand: A Line in the Sand: The Alamo in Blood and Memory (2002)
- Santoni, Pedro; Mexicans at Arms-Puro Federalist and the Politics of War  TCU Press; ISBN
- Scheina, Robert L. Santa Anna: A Curse Upon Mexico (2003) excerpt and text search
- Suchlicki, Jaime. "Mexico: Montezuma to the Rise of Pan", Potomac Books: Washington DC, 1996.

External links
- Santa Anna Letters on the Portal to Texas History
- The Handbook of Texas Online: Antonio Lopez de Santa Anna
- Benson Latin American Collection – Antonio López de Santa Anna Collection
- Sketch of Santa Anna from A pictorial history of Texas, from the earliest visits of European adventurers, to A.D. 1879, hosted by the Portal to Texas History.
- Archontology.org, Home » Nations » Mexico » Heads of State » LÓPEZ de SANTA ANNA, Antonio
- Texas Prisoners in Mexico 3 August 1843 From Texas Tides

## 関連作品
- アラモ (1960年の映画)